# Schwarzer Zwerg
Ein Schwarzer Zwerg ist in der Astrophysik eine hypothetische Spätphase der Sternentwicklung. Ein Schwarzer Zwerg wäre das letzte Stadium eines Weißen Zwerges, wenn dessen Energie abgegeben oder die Oberflächentemperatur so weit gefallen ist, dass weder Wärme noch sichtbares Licht in nennenswertem Ausmaß abgestrahlt werden.
Falls Schwarze Zwerge existieren, könnten sie wahrscheinlich kaum durch ihre fehlende oder sehr geringe Strahlung nachgewiesen werden, sondern als massehaltige Objekte eher durch die Wirkung ihrer Schwerkraft.
Ursprünglich wurde die Bezeichnung „Schwarzer Zwerg“ auch für diejenigen Vorstufen von Sternen verwendet, die nicht die benötigten etwa 0,08 Sonnenmassen aufweisen, um Wasserstoff zu verschmelzen; seit den 1970er Jahren werden solche Objekte jedoch als Braune Zwerge bezeichnet. Auch sollten Schwarze Zwerge nicht mit Schwarzen Löchern oder Neutronensternen verwechselt werden.

## Bedingungen und Dauer der Bildung
Ein Weißer Zwerg ist der Überrest eines in der Hauptreihe verbleibenden Sternes von geringer oder mittlerer Anfangsmasse (unter 9 bis 10 Sonnenmassen), nachdem er alle chemischen Elemente, die er aufgrund einer genügend hohen Temperatur verschmelzen konnte, fusioniert oder abgestoßen hat. Die übrig gebliebene Masse des Weißen Zwergs beträgt aufgrund der Chandrasekhar-Grenze maximal 1,44 Sonnenmassen. Diese dichte und entartete Materie kühlt durch Wärmestrahlung langsam aus, um schließlich zum Schwarzen Zwerg zu werden.
Barrow und Tipler schätzen 1015 (d. h. eine Billiarde) Jahre für eine Abkühlung auf 5 K. Damit ist nach vorherrschender Meinung das Universum noch nicht alt genug, um Schwarze Zwerge hervorbringen zu können; die Temperaturen der kühlsten Weißen Zwerge entsprechen gerade erst dem beobachtbaren Alter des Universums von rund 13,7 Milliarden Jahren.
Wie lange es dauern würde, bis die Weißen Zwerge ausgekühlt wären, ist nicht genau bekannt, da ihre ferne zukünftige Entwicklung von folgenden Hypothesen abhängt:, § IIIE, IVA.
- Falls WIMPs („schwach wechselwirkende massereiche Teilchen“ der dunklen Materie) existieren, könnten sich Weiße Zwerge durch Wechselwirkung mit diesen Partikeln noch viel länger warm halten, nämlich für einen Zeitraum von etwa 1025 Jahren.[8], § IIIE.
- Falls das Proton nicht stabil ist (Protonenzerfall), würden die Weißen Zwerge aufgrund der dabei auftretenden Energieabgabe ebenfalls warm gehalten. Anhand einer angenommenen Lebenszeit der Protonen berechneten Adams und Laughlin, dass der Protonenzerfall die effektive Temperatur eines alten Weißen Zwerges mit etwa einer Sonnenmasse auf 0,06 K anheben würde; obwohl das sehr kalt ist, wird dies vermutlich wärmer sein als die Temperatur der kosmischen Hintergrundstrahlung in 1037 Jahren.[8], §IVB.

## Weitere Entwicklung zu Eisensternen
Im Verlauf extrem langer Zeiträume von 101100 (andere Schreibweise: 101,1 · 103) bis 1032 000 (andere Schreibweise: 103,2 · 104) Jahren werden durch pyknonukleare Fusion alle Atome innerhalb des Schwarzen Zwergs zu Eisenatomen fusionieren. Damit wird der Schwarze Zwerg zu einem Eisenstern, welcher dann durch sein eigenes Gewicht kollabiert und dadurch zu einer Supernova wird. Diese Explosionen werden die letzten Ereignisse in einem ansonsten dunklen Universum sein.